# Raben Steinfeld
Raben Steinfeld település Németországban, Mecklenburg-Elő-Pomeránia tartományban. Lakosainak száma 1049 fő (2023. december 31.). Raben Steinfeld Sukow és Pinnow községekkel határos.

## Népesség
A település népességének változása:
| Lakosok száma | 1093 | 1047 | 1049 | 1062 | 1068 | 1049 |
|               | 2010 | 2017 | 2019 | 2021 | 2022 | 2023 |